# Marotiri

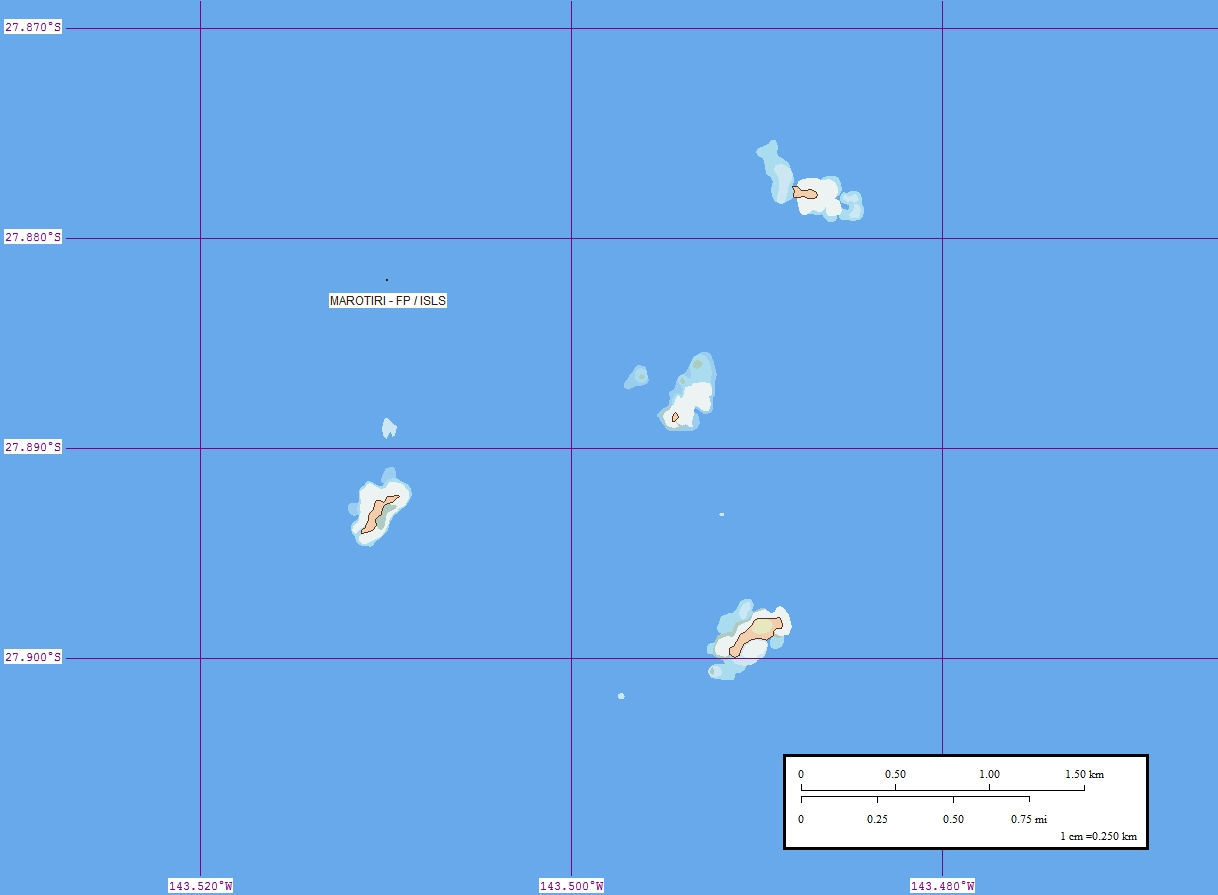
L'îlots Marotiri

Marotiri eller Marotiriöarna (franska Les îlots Marotiri, tidigare Bassöarna) är en ögrupp i Franska Polynesien i Stilla havet.

## Geografi
Marotiriöarna ligger i ögruppen Australöarna och ligger cirka 1 500 km söder om Tahiti.
Öarna har en area om cirka 4,3 ha (hektar) och är obebodda, förvaltningsmässigt tillhör de Rapa Iti cirka 75 km sydväst om området.
Högsta höjden finns på Motu Sud Rock Meridional med cirka 105 m ö.h. och området består av 4 motus (småöar) inom en radie om cirka 5 km
- Motu Central, cirka 0,18 ha
- Motu Nord, cirka 0,58 ha
- Motu Sud, cirka 2,24 ha
- Motu Ouest, cirka 1,31 ha

## Historia
Les îlots Marotiri har troligen alltid varit obebodda. Ögruppen upptäcktes av brittiske Hiram Paulding 1827.
1903 införlivades området tillsammans med övriga öar inom Franska Polynesien i det nyskapade Établissements Français de l'Océanie (Franska Oceanien).